# Almásfüzitő
Almásfüzitő là một thị trấn thuộc hạt Komárom-Esztergom, Hungary. Thị trấn này có diện tích 8,19 km², dân số năm 2010 là 2259 người, mật độ 276 người/km².